# كركند المستنقعات الأحمر

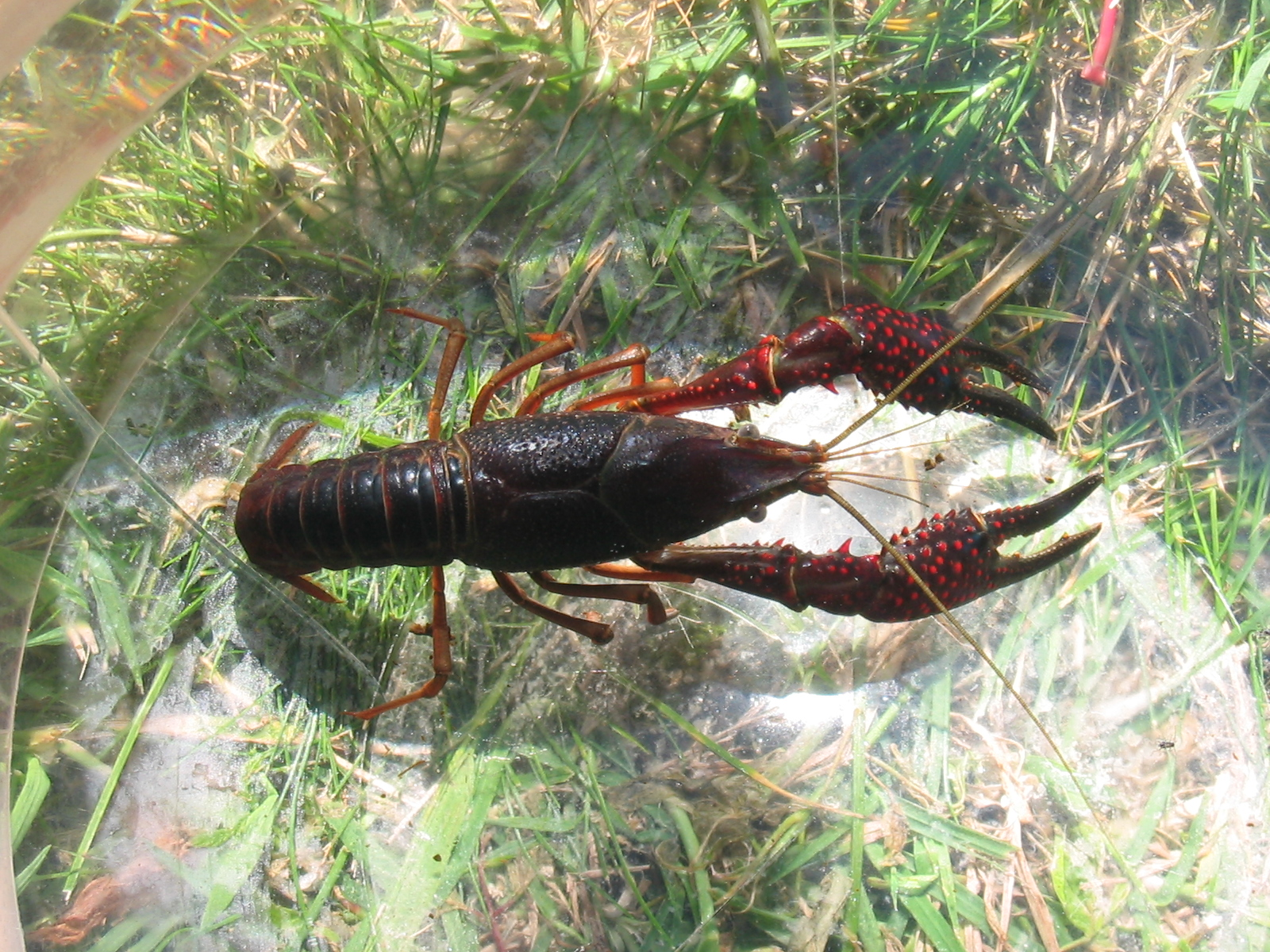
بروكامبرس كلاركي

كركند المستنقعات الأحمر أو جراد البحر الأحمر اللويزياني (بالإنجليزية: Procambarus Clarkii)، هو أحد أشهر الأنواع التي تندرج تحت عائلة كركنديات المياه العذبة، يشكل هذا النوع %80 من محصول ال إستاكوزا في العالم. بدأ انتشار هذا الحيوان في مصر في منطقة الجيزة وجنوب القاهرة حتى مداخل الدلتا، ومع الوقت اتسع في الترع ومصارف الدلتا. أصلها من أمريكا الشمالية، وتعد وجبة أساسية في بعض الولايات الامريكية وخاصا لوزيانا التي كانت المنتج الأكبر لها في العالم وتسمى (louisiana crawfish). تُستخدم كغذاء في الولايات المتحدة الامريكية والصين والعديد من دول العالم ويُستخدم قشرها علفًا.